# FK Ałmaty
FK Ałmaty (kaz. Алматы ФК) – kazachski klub piłkarski z siedzibą w Ałmaty.

## Historia
Chronologia nazw:
- 2000–2003: Cesna Ałmaty (kaz. Цесна Алма-Ата)
- 2004–2008: FK Ałmaty (kaz. FK Алма-Ата)

Klub został założony w 2000 jako Cesna Ałmaty. Na początku grał w rozgrywkach lokalnych. W 2003 występował w Pierwoj Lidze, w której zajął 2. miejsce. W 2004 jako FK Ałmaty debiutował w Superlidze. Po zakończeniu sezonu 15 grudnia 2008 z powodów finansowych został rozformowany. Potem powiadomiono o połączeniu z klubem Megasport Ałmaty, w wyniku czego powstał Łokomotiw Astana.

## Sukcesy
- Priemjer-Liga: 5. miejsce (2006)
- Puchar Kazachstanu:
  - zdobywca (2006)
  - finalista (2008)

## Europejskie puchary
Legenda do wszystkich tabel:
- Q – runda eliminacyjna, 1/16, 1/8, 1/4, 1/2 – odpowiednia faza rozgrywek, Grupa – runda grupowa, 1r gr – pierwsza runda grupowa, 2r gr – druga runda grupowa, F – finał, R – runda, PO – play-off
- k. – rzuty karne, los. – losowanie, Dogr. – dogrywka, w. – zasada bramek strzelonych na wyjeździe

| Sezon   | Rozgrywki   | Runda | Przeciwnik    | Dom | Wyjazd | Ogólnie |
| ------- | ----------- | ----- | ------------- | --- | ------ | ------- |
| 2007/08 | Puchar UEFA | 1Q    | Zlaté Moravce | 1–1 | 1–3    | 2–4     |